# Declan Irvine
Declan Irvine, né le 11 mars 1999 à Newcastle, est un coureur cycliste australien. Il est membre de l'équipe Novo Nordisk.

## Biographie
Né à Newcastle, Declan Irvine souffre d'un diabète de type 1 détecté à l'âge de douze ans. Après s'être essayé à divers sports, il débute en triathlon et en duathlon à quatorze ans. Dans sa catégorie, il se classe deuxième du championnat d'Australie de duathlon en 2014, puis participe aux championnats du monde de la discipline en 2015 à Adélaïde,. 
Il commence à se consacrer au cyclisme en 2016 lorsqu'il rejoint l'équipe juniors de Novo Nordisk, réservée uniquement aux coureurs diabétiques de type 1,. En 2018, il remporte plusieurs courses américaines. Il brille également sur la Vuelta a la Independencia Nacional en terminant deuxième d'une étape et huitième du classement général. 
Irvine passe finalement professionnel dans l'équipe première de Novo Nordisk en 2019, après y avoir été stagiaire. En mars 2023, il participe à une échappée sur le Grand Prix de l'industrie et de l'artisanat de Larciano. Il est aussi échappé sur le Cholet Agglo Tour en mars 2024.

## Palmarès
- 2018
  - 3e étape du Sunshine Grand Prix
  - 2e étape du Rockabilly Gran Prix (contre-la-montre)
  - 2e et 3e étapes du Georgia Cycling Gran Prix